# گیوم یکم، کنت انو
گیوم (به فرانسوی: Guillaume I) (به هلندی: Willem I) (حدود ۱۲۸۶ میلادی – ۷ ژوئن ۱۳۳۷ میلادی) کنت انو (با عنوان گیوم یکم)، آون، هلند (با عنوان ویلم سوم) و زیلاند (با عنوان ویلم دوم) از سال ۱۳۰۴ میلادی تا هنگام مرگش بود.

## حکومت
بر خلاف دروان حکمرانی پدرش ژان دوم که توأم با درگیری فرسایشی بین خاندان‌های آوِن و دامپیِر بود، حکومت گیوم یک دوران طولانی صلح و شکوفایی برای اراضی تحت سلطه او به همراه داشت. این مسئله لقب «گیوم خوب» (به فرانسوی: Guillaume le Bon) را برای او توسط وقایع‌نگاران هم‌عصر به ارمغان آورد. با وجود به ارث بردن اراضی بسیار پراکنده شامل انو، هلند و زیلاند، گیوم به شکل مؤثری آن‌ها را مدیریت می‌کرد. علاوه بر این سیاست بی‌طرفی و ایجاد اتحاد با حاکمان همسایه چون خلره، برابانت و فلاندر، گیوم را به یکی از قدرتمندترین شاهزادگان کشورهای سفلی بدل نمود و جایگاهی فرا منطقه‌ای به او بخشید. ارتباطات به دست آمده از طریق پیوند ازدواج با خاندان‌های بزرگ غرب اروپا جایگاه گیوم را به شکل قابل ملاحظه‌ای ارتقا داد و او را وارد معادلات گسترده‌تری کرد. همسر او ژان دو والوآ خواهر فیلیپ ششم، پادشاه فرانسه بود. گیوم دختر خود مارگارت را به ازدواج لودویگ چهارم، امپراتور مقدس روم درآورد. او همچنین پدر زن ادوارد سوم، پادشاه انگلستان بود. در طول زمان والنسین، اقامتگاه مورد علاقه گیوم به کرسی درباری تبدیل شد که محل رفت‌وآمد شخصیت‌هایی از سرتاسر اروپا بود. این شرایط، با پشتیبانی گیوم، محفلی برای رشد فرهنگ و ادبیات شد.

### روابط با انگلستان
گیوم با فرستادن ۷۰۰ فرد مسلح غالباً متشکل از نجیب‌زادگان انو، تأثیر تعیین‌کننده‌ای در پیروزی ایزابل فرانسه بر همسرش ادوارد دوم و بر تخت نشاندن ادوارد سوم در انگلستان در سال ۱۳۲۶ میلادی داشت. یک سال بعد شوالیه‌های گسیل‌شده از جانب گیوم همچنین نقش فعالی در درگیری بین انگلستان و اسکاتلند ایفا نمودند. ادوارد سوم سال ۱۳۲۸ میلادی با فیلیپا، دختر گیوم ازدواج کرد. در دوره منتهی به جنگ صدساله بین انگلستان و فرانسه، ادوارد سوم که مدعی تاج‌وتخت فرانسه بود، گیوم را ماه دسامبر سال ۱۳۳۶ میلادی به عنوان نماینده خود در کشورهای سفلی برگزید.